# Квалификације за Конкакафов шампионат 1967.
У квалификацијама за Конкакафов шампионат 1967. укупно је учествовало десет тимова. Хондурас, као домаћин, и Мексико, као бранилац титуле, аутоматски су се квалификовали. Тиме су остала четири слободна места за пласирање. Осам тимова је било подељено у две групе. По два најбоља из сваке групе пласирала су се на завршни турнир.

## Група 1
Група 1 је играла у Кингстону, на Јамајци. Названа је Ред Страјп Трофи. Групу је спонзорисала Деснос и Гедс, пивара Ред Страјп пива.

| Pos | Тим               | О | П | Н | И | ГД | ГП | ГР | Бод. |
| --- | ----------------- | - | - | - | - | -- | -- | -- | ---- |
| 1   | Хаити             | 4 | 3 | 1 | 0 | 7  | 3  | +4 | 7    |
| 2   | Тринидад и Тобаго | 4 | 2 | 1 | 1 | 7  | 7  | 0  | 5    |
| 3   | Јамајка           | 4 | 1 | 2 | 1 | 4  | 4  | 0  | 4    |
| 4   | Куба              | 4 | 0 | 2 | 2 | 5  | 7  | −2 | 2    |
| 5   | Холандски Антили  | 4 | 0 | 2 | 2 | 4  | 6  | −2 | 2    |

| Јамајка | 1:1 | Холандски Антили |
| ------- | --- | ---------------- |
|         |     |                  |

| Куба | 1:1 | Хаити |
| ---- | --- | ----- |
|      |     |       |

| Тринидад и Тобаго             | 2:1 | Холандски Антили |
| ----------------------------- | --- | ---------------- |
| Смол 75’ · Ворен Арчибалд 76’ |     | Перез (пен.)     |

| Јамајка | 2:1 | Куба |
| ------- | --- | ---- |
|         |     |      |

| Хаити | 4:2 | Тринидад и Тобаго                            |
| ----- | --- | -------------------------------------------- |
|       |     | Алвин Корвел 37’ (пен.) · Ворен Арчибалд 65’ |

| Холандски Антили    | 2:2 | Куба            |
| ------------------- | --- | --------------- |
| Едвин Диркс · Перез |     | Ернандез · Мико |

| Јамајка | 1:1 | Тринидад и Тобаго  |
| ------- | --- | ------------------ |
|         |     | Ворен Арчибалд 49’ |

| Хаити | 1:0 | Холандски Антили |
| ----- | --- | ---------------- |
|       |     |                  |

| Тринидад и Тобаго                    | 2:1 | Куба |
| ------------------------------------ | --- | ---- |
| Ворен Арчибалд 11’ · Енди Алеонг 15’ |     |      |

| Јамајка | 0:1 | Хаити |
| ------- | --- | ----- |
|         |     |       |

Хаити и Тринидад и Тобаго су се квалификовали за финални део такмичења.

## Група 2
Играно у Гватемала (град), Гватемала.
| Pos | Тим       | О | П | Н | И | ГД | ГП | ГР | Бод. |
| --- | --------- | - | - | - | - | -- | -- | -- | ---- |
| 1   | Гватемала | 2 | 2 | 0 | 0 | 6  | 2  | +4 | 4    |
| 2   | Никарагва | 2 | 1 | 0 | 1 | 4  | 4  | 0  | 2    |
| 3   | Панама    | 2 | 0 | 0 | 2 | 2  | 6  | −4 | 0    |

| Гватемала | 3:1 | Панама |
| --------- | --- | ------ |
|           |     |        |

| Гватемала | 3:1 | Никарагва |
| --------- | --- | --------- |
|           |     |           |

| Панама | 1:3 | Никарагва |
| ------ | --- | --------- |
|        |     |           |

Гватемала и Никарагва су се квалификовали за финални део такмичења.